# Tónování autoskel

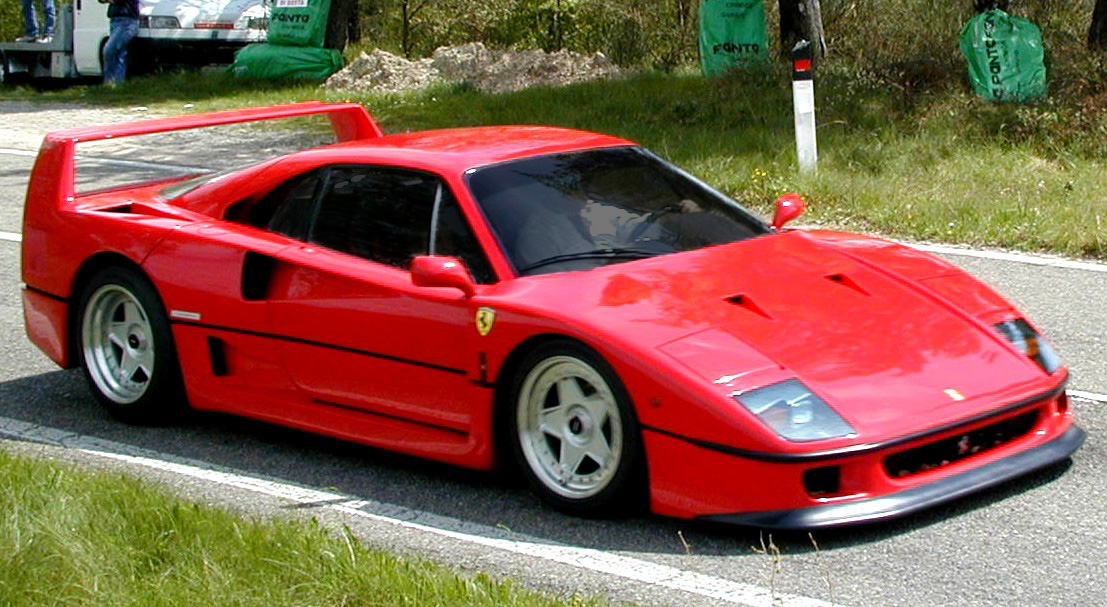
Ferrari F40 s tónovanými skly.

Tónování autoskel mimo svoji optickou funkci plní také několik dalších úloh: ochrana cestujících proti slunečním UV paprskům, zamezení vyblednutí interiéru automobilu, chrání od přehřátí přístrojovou desku a audio aparaturu, ochrana před úlomky skla v případě autonehody. Tónování skel se ale používá i u budov, kde působí jako další izolant, a to jak v teplých, tak studených dnech.

## Historie
Historie tónování autoskel sahá do 60. let 20. století století. Původní požadavek agentury NASA na filtraci nebezpečného záření a redukci slunenční energie zaujal i architekty. Vzrůstající obliba velkých prosklených ploch přímo volala po sofistikovaném řešení vysokých nákladů na klimatizování a zvýšení komfortu uvnitř těchto obřích „skleníků“. Dále už bylo jen otázkou času rozšíření do automobilového průmyslu. Souběžně s vývojem tónování autoskel pomocí autofólie vznikla i další rozšířená technologie tónování autoskel, a to přímé pokovení, při kterém se na sklo nanáší velmi tenká vrstva kovu.

## Použití
Obě technologie tónování autoskel mají své výhody i úskalí. Vývoj a moderní technologie posunuly optické vlastnosti a účinnost autofólie na úroveň přímého pokovení skla. Hlavní zásluhu na tom má vícevrstvá konstrukce, kterou využívá většina předních výrobců. Kvalitní lepidlo obsahující UV filtr zabezpečuje perfektní přilnutí autofólie ke sklu a zároveň chrání jak vnitřek vozu, tak samotné autofólie. Další polyesterová vrstva, na kterou je napařena tenká vrstva kovu (řádově několik mikronů) určuje stupeň zatmavení a zároveň odráží světlo.
Poslední vrstvou autofólie je tvrzený polykarbonát mimořádně odolný proti otěru. Touto vrstvou je zajištěna velmi dlouhá trvanlivost tónování autoskel. Autofólie vydrží mnoho let bez viditelného poškození od stahování oken. U většiny low-end výrobků je stupeň zatmavení určen barvivem přimýchaným do vrstvy polyesteru bez jakékoliv ochrany UV filtrem či vrchní tvrzené vrstvy polykarbonátu. Takovéto autofólie ztrácí původní odstín a velmi rychle, často již při instalaci dochází k mechanickému poškození (poškrábání).
V dnešní době existuje mnoho spousta typů, barev a šířek fólií pro tónování skel. Fólie se vždy lepí na dokonale omyté sklo. 

## Legislativní omezení tónování autoskel v České republice
Při montáži fólií na skla automobilů je nutné dodržet požadavky zákona č. 56/2011 Sb., předpis EHK č.43-anotace, vyhlášku MDS ČR č. 341/2002 Sb. a přílohy č. 15. Jde zejména o podmínku světelné propustnosti u skel v zorném poli řidiče a to všemi směry (neplatí tedy pro zadní skla vozidel). Povolené je zatemnění čelního skla na propustnost nejvíce o 25 % a zatemnění předního bočního skla maximálně o 30 %.
Pokud toto není splněno, vozidlo nesmí být užito v provozu na pozemních komunikacích. Homologovanou úpravu skel na vozidle mohou provádět pouze odborníci s aplikací platného atestu a oprávnění k odborné činnosti.[zdroj⁠?!]